# Balatoni Katalin
Dr. Balatoni Katalin (Budapest, 1982. szeptember 6. –)  
2025. május 1-től a pedagógiai innovációk előmozdításáért és a családbarát oktatási környezet erősítéséért felelős MINISZTERELNÖKI BIZTOS
A Belügyminisztérium volt köznevelési helyettes államtitkára
Neveléstudományi kutató, néptáncpedagógus
Az Így tedd rá! Program alapítója

## Tanulmányok
- 1994 - 2002: Prohászka Ottokár Katolikus Gimnázium
- 2002 - 2007: Magyar Táncművészeti Főiskola - Táncpedagógus,  néptánc szakirány
- 2009 - 2011: Eötvös Loránd Tudományegyetem - Neveléstudományi MA
- 2013 - 2016: Eötvös Loránd Tudományegyetem - Neveléstudományi Doktori Iskola, - pedagógiatörténeti Program Ph.D
- 2022 - 2023: Pécsi Tudományegyetem "Oktatás és Társadalom" Neveléstudományi Doktori Iskola - Doktori fokozatszerzés

## Munkahelyek
- 2022 - 2004: Hagyományok Háza
- 2004 - 2014: Ránki György Alapfokú Művészetoktatási Intézmény
- 2009 - :  Így tedd rá! Program
- 2015 - 2019:  Károli Gáspár Református Egyetem
- 2021 - 2025:  Soproni Egyetem Benedek Elek Pedagógiai Kar
- 2023 - 2025: Belügyminisztérium
- 2025 - : Nemzeti Közszolgálati Egyetem

## Család
- Házas, 2 gyermek édesanyja

## Szakmai munkásságok, programok
- Így tedd rá! Program - komplex pedagógiai program a magyar kultúra elemeivel – továbbképzések, előadások, pedagógus közösségek Magyarországon, a Kárpát-medencében és a diaszpóra magyar közösségeiben
- Pedagógus Expó - 2019 óta 25 ország 1500-1700 magyar pedagógusának részvételével - alapító, főszervező
- Tulipános Program - határtalan pedagógiai szemléletre épülő, oktatási intézményeket, pedagógusokat, gyermekeket összekötő program a Kárpát-medencében - több mint 10.000 pedagógus részvételével
- Népi Játék Napja ‑ 2019-től október 9-én évről évre több száz magyar oktatási intézmény, csoport, család együttműködésével a Kárpát-medencéből és a diaszpórából a magyar kultúra pedagógiai értékéért

## Szakmai együttműködések
- Rákóczi Szövetség
- Kárpát‑medencei Óvodafejlesztési Program

## Társadalmi tevékenységek
- Három Királyfi, Három Királylány Mozgalom - oktatási referens, Családbarát Köznevelési Intézmény-díj alapító
- Köznevelési Tudományos Tanács, ügyvezető elnök
- Fogyatékossági Koordinációs Tanács, bizottsági tag
- Brunszvik Teréz Kárpát-medencei Módszertani Központ - Nemzeti nevelés, folklór-műhely vezető

## Elismerések
- Apáczai Csere János-díj
- Nők Magyarországért Pedagógiai-díj
- Ráckeve Város Pedagógiai-díj
- „Így kell járni” Szellemi kulturális örökség jó gyakorlat (megosztott)
- Soproni Egyetem címzetes egyetemi docens

## Doktori értekezése
A magyar kultúra az oktatásban, 20. századi Magyarország oktatás- és kultúrpolitika története, nemzeti nevelés.

## Az Így tedd rá! programról
A Program célja, hogy olyan pedagógiai eszköztárral és tudatos alkalmazással ismertesse meg a pedagógusokat, mely a hagyományos paraszti kultúra sajátos identitását, gyermekközpontú, önkifejező és élményalapú tudásátadását veszi alapul. A játékok és a táncos tevékenységek eredeti cél és funkciórendszerét vizsgálva megláthatjuk, hogy kiváló eszközei voltak nem csupán a hagyományos tudásátadásnak, hanem sokkal inkább a korosztályi és a különböző készségek-képességek közti személyes, csoportos, egyéni és közösségi kompetenciák fejlődésének. Minden terület megtalálható, úgy mint a mozgásos, a kommunikációs, az értelmi és a szociális készségek. A sikeres tudásátadás és a készség-képességfejlesztés módszertana pedig maga a játékos tevékenység, az ismétlés és az élményalapú szemléletmód. További sajátossága maga az eszköztár, mely a magyar hagyományos kultúra szóbeli hagyományozódásának igen gazdag tárháza.

## Könyvek és főbb publikációk
- Balatoni Katalin: Csillagrege - Advent a Kárpát-medencében
- Balatoni Katalin: Fordulj vígan koszorú – Rábaközi játékok, mondókák, dalok
- Balatoni Katalin: Módszertani eszköztár
- Balatoni Katalin - Gunszt Andrea - Hortobágyi Ivett: Ünnepek a néphagyományban- hagyományos ünnepek az óvodásban és az általános iskola alsó tagozatában
- Balatoni Katalin: Népi játék helye és szerepe az óvodában, gyakorlati útm.
- Balatoni Katalin: A népi játék pedagógiájának reneszánsza. folkMAGazin 1013/2. XX. évf. 2. szám
- Balatoni Katalin: Néptáncpedagógia történet. A hagyományos tánckultúra metamorfózisa a 20. században. Szimpózium kötet
- Balatoni Katalin: Képességfejlesztés és a magyar népi játékok. Tanító 49. évf. 5-6.sz. /2011 30-31.o. ·
- Balatoni Katalin: Így tedd rá! Táncos mozgásfejlesztés az óvodában
- Balatoni Katalin: Táncos mozgásfejlesztés az óvodában mozgásos játékok segítségével – Az ugróiskola. Hagyomány és újítás a táncművészetben, a táncpedagógiában és a tánckutatásban. Konferencia kötet